# Snowblind
Snowblind è un brano musicale dei Black Sabbath, contenuto nel loro album del 1972 intitolato Black Sabbath, Vol. 4, del quale è la sesta traccia.
In gergo il termine "Snowblind" può avere due significati: "accecato dalla neve" e "drogato".

## Il brano
Don't tell me that it's doing me wrong

You're the one that's really a loser

This is where I feel I belong»
Non dirmi che mi sta facendo male

Tu sei il vero perdente

Così è come mi sento di sentirmi bene»
((Black Sabbath, Snowblind)
Sorretto da un potente riff di chitarra, il brano è forse la più sfacciata ode alla cocaina mai incisa dai Black Sabbath, droga prediletta dalla band all'epoca. Ascoltando il brano in cuffia è possibile udire Ozzy Osbourne mentre sussurra la parola «cocaine» alla fine della prima strofa della canzone. Nelle versioni dal vivo, Ozzy non si limitava a sussurrare il termine ma lo urlava apertamente provocando reazioni di esaltazione da parte del pubblico. Snowblind avrebbe dovuto essere anche il titolo dell'album stesso, ma la Vertigo Records ebbe da ridire in quanto era restia nel pubblicare un disco con un riferimento alle droghe così ovvio nel titolo. Inoltre, le note originali dell'LP contengono l'ironico ringraziamento alla "COKE-cola", altro riferimento palese al consumo di cocaina da parte dei membri del gruppo. Nella sua autobiografia  Io sono Ozzy, Osbourne scrisse: "Per me, Snowblind era uno dei migliori album in assoluto dei Black Sabbath - anche se la casa discografica non ci fece tenere il titolo, perché all'epoca la cocaina era un grosso problema, e non volevano alimentare polemiche. Noi non discutemmo."

## Formazione
- Ozzy Osbourne – voce
- Tony Iommi – chitarra
- Geezer Butler – basso
- Bill Ward – batteria

## Curiosità
- Frank Zappa, nonostante la sua nota idiosincrasia verso le droghe, rivelò alla band che Snowblind era una delle sue canzoni preferite in assoluto.
- Esistono due tribute band dei Black Sabbath che si chiamano "Snowblind". Una proviene da Long Island mentre la seconda è originaria della zona Maryland-Pennsylvania.
- Gli Styx incisero anch'essi una canzone intitolata Snowblind che aveva come tematica la cocaina. Nonostante lo stesso titolo e la stessa materia trattata, i due brani non hanno niente altro in comune.

## Cover
Snowblind è stata reinterpretata dai System of a Down nel 2000 nell'album tributo ai Black Sabbath Nativity In Black II. Altre cover della canzone sono state realizzate da Sleep, Converge, Golgotha, Evoken, e After Forever.